# Feel the Beat
Feel the Beat is een nummer van de Amerikaanse band Black Eyed Peas uit 2020, in samenwerking met de Colombiaanse zanger Maluma. Het is de derde single van Translation, het achtste studioalbum van Black Eyed Peas.
Het nummer bevat een sample uit "Can You Feel the Beat?" van Lisa Lisa & Cult Jam. Met deze plaat was het de tweede keer dat de Peas en Maluma samenwerkten, na de single Ritmo (Bad Boys for Life) van een jaar eerder. "Feel the Beat" flopte in Amerika, maar werd wel een kleine hit in Wallonië. Ook in het Nederlandse taalgebied viel de plaat buiten de hitlijsten.

## Tracklijst
- Muziekdownload

1. "Feel the Beat" 4:10

Will.i.am · Apl.de.ap · Taboo · Fergie